# Litija
Litija – miasto w Słowenii, siedziba gminy Litija. W 2018 roku liczyło 6593 mieszkańców.
Jest położona nad Sawą, ok. 25 km na wschód od Lublany. Miejscowa gospodarka opiera się na przemyśle budowlanym, drzewnym i tekstylnym.
Pierwsza historyczna wzmianka o mieście pochodzi z 1145 roku. W przeszłości było istotnym ośrodkiem wydobycia barytu, ołowiu i rtęci.
W mieście jest stacja kolejowa Litija.